# Aphis brotericola
Aphis brotericola är en insektsart. Aphis brotericola ingår i släktet Aphis och familjen långrörsbladlöss. Inga underarter finns listade i Catalogue of Life.